# Géographie de Macao
La région administrative spéciale de Macao (RASM), de la république populaire de Chine est située sur la côte Sud de la RPC à l'ouest de l'embouchure de la rivière des Perles et est adjacente à la province de Guangdong, et plus précisément de la zone économique spéciale de Zhuhai. Macao a une superficie de 29,5 km2 et est composée de la péninsule de Macao (9,3 km2), des îles de Taipa (6,8 km2) et Coloane (7,6 km2), et de l'isthme de Cotai (5,8 km2),.
La superficie totale de Macao continue de croître à mesure que le gouvernement de la RAS de Macao gagne des terrains sur l'embouchure de la rivière des Perles, afin d'avoir plus d'espace pour la construction. Au début du XXe siècle, Macao faisait seulement 11,6 km2, répartis comme suit: péninsule de Macao (3,4 km2), Taipa (2,3 km2) et Coloane (5,9 km2).

## Localisation et frontières
Elle est située au sud du tropique du Cancer, plus précisément à 22° 10' Nord (latitude) et 113° 33' Est (longitude) selon le CIA World Factbook et 22° 12' 40" Nord et 113° 32' 22" Est selon le Livro do ano publié par le gouvernement de Macao. Les coordonnées 22° 11' 47" Nord et 113° 32' 59" Est (l'emplacement exact du phare de la Guia) sont aussi acceptées comme les coordonnées géographiques officielles de l'emplacement de la RAS.

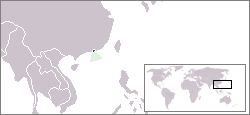
Localisation de Macao en Chine et en Asie du Sud-Est

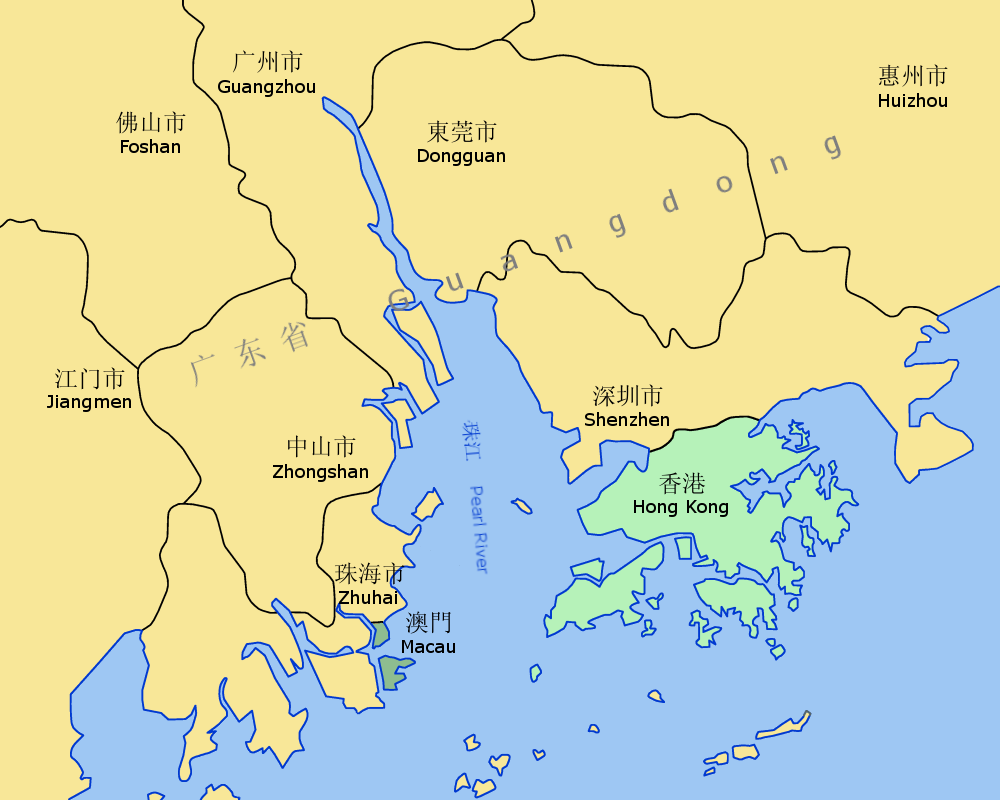
Localisation de Macao dans le Delta de la rivière des Perles et de Hong Kong et Guangzhou (qui est dans la préfecture de Guangzhou dans la province de Guangdong).

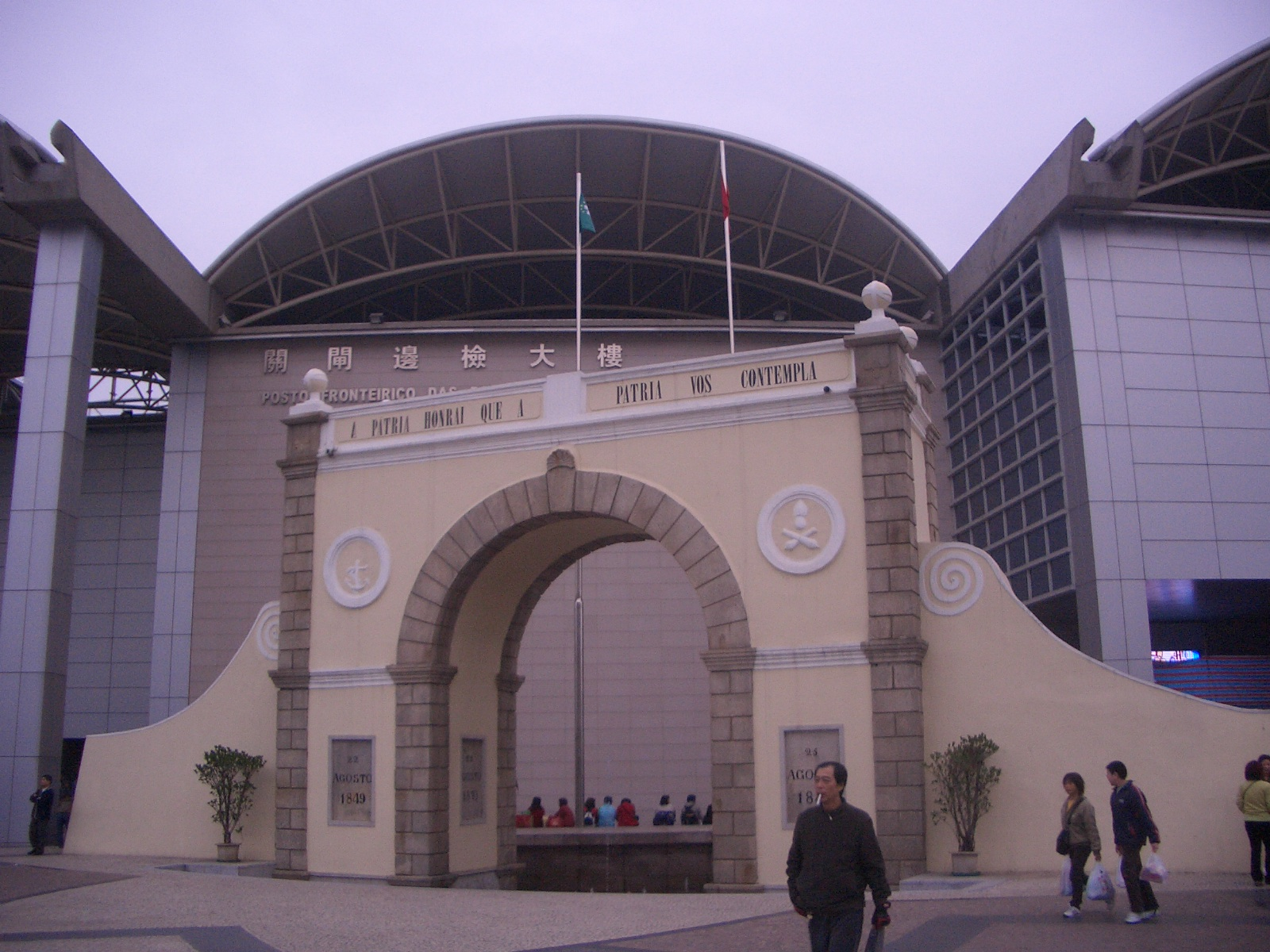
Portas do Cerco. Ce poste-frontière, marque la frontière entre Macao et Zhuhai. Il est situé à l'extrême-nord de la péninsule de Macao.

La péninsule est reliée à l'île de Taipa par le pont du gouverneur Nobre de Carvalho (2,5 km), le Pont de l'Amitié (4,5 km) et le Pont Sai Van (2,2 km). Le dernier pont, qui a été inauguré le 9 janvier 2005, se compose de 2 niveaux (avec 6 voix au niveau supérieur et 4 au niveau inférieur qui s'ouvre seulement lorsque Macao est atteint par un typhon); c'est le premier pont à haubans à Macao.
La frontière terrestre entre la RAS et la Chine est seulement de 0,34 km, il y a donc seulement 2 frontières, celle de Portas do Cerco (la limite nord de la péninsule) et celle du pont Fleur de Lotus qui fait le lien entre Cotai et l'île chinoise de Hengqin). Macao possède environ 47 km de côtes.
Les villes principales qui sont à proximité de Macao sont : Hong Kong, Guangzhou, Zhuhai et Shenzhen. Hong Kong, qui est l'autre sommet du delta de la rivière des Perles (c'est-à-dire à l'est de Macao), situé à environ 60 kilomètres, a des liaisons maritimes (l'aéroglisseur prend environ une heure) et aériennes (l'hélicoptère prend environ 20 minutes) avec Macao.
Les îles de Taipa et de Coloane sont maintenant reliées par l'isthme de Cotai formé de terres gagnées sur la mer.
La surface de Macao est plate, essentiellement composée de plaines, elle est constituée principalement des dépôts de boue qui se sont formés au cours des années, mais elle possède quelques points culminants souvent masqués par les grands bâtiments : la colline de Coloane (170,6 m), la colline de Guia (90 m), la colline de Mong-Ha, la colline Penha, la colline de l'île verte, et la colline Monte.

## Climat
| Mois                                                      | Jan        | Fev        | Mar        | Avril       | Mai          | Juin         | Juillet      | Août         | Sep         | Oct         | Nov        | Dec        |
| --------------------------------------------------------- | ---------- | ---------- | ---------- | ----------- | ------------ | ------------ | ------------ | ------------ | ----------- | ----------- | ---------- | ---------- |
| Moyenne haute °C (°F)                                     | 18 (65)    | 18 (65)    | 21 (71)    | 24 (75)     | 28 (82)      | 31 (88)      | 32 (90)      | 32 (90)      | 30 (86)     | 28 (82)     | 24 (75)    | 19 (67)    |
| Moyenne basse °C (°F)                                     | 13 (55)    | 13 (55)    | 16 (61)    | 20 (69)     | 24 (75)      | 26 (79)      | 27 (80)      | 27 (80)      | 26 (79)     | 23 (73)     | 18 (65)    | 14 (57)    |
| Total pluviométrie mm (inches)                            | 32.4 (1.3) | 58.8 (2.3) | 82.5 (3.2) | 217.4 (8.5) | 361.9 (14.2) | 339.7 (13.3) | 289.8 (11.4) | 351.6 (13.8) | 194.1 (7.6) | 116.9 (4.6) | 42.6 (1.7) | 35.2 (1.4) |
| The Weather Channel for Macau, China & WMO - Macau, China |            |            |            |             |              |              |              |              |             |             |            |            |

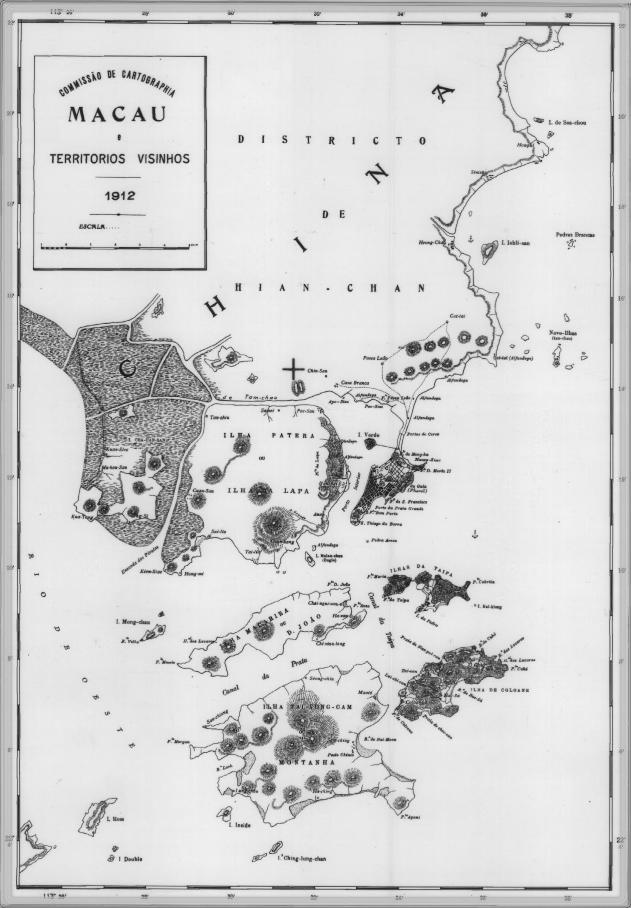
Carte de la colonie portugaise de Macao (composée de la péninsule de Macao, les îles de Taipa et Coloane) en 1912. À l'ouest, sont situées les îles de Lapa, Dom João e Montanha.

Le climat est subtropical humide, et la température moyenne annuelle est de 22 °C, en été 30 °C et 15 °C en hiver. Macao est situé dans la zone de mousson et ce qui altère le climat. Pour cette raison, la pluie est très fréquente et souvent intense, atteignant son apogée en été. Les directions des vents d'été et d'hiver sont opposées.
La période la plus confortable, l'automne, commence à la mi-octobre et se termine début décembre, où le climat est généralement doux et le ciel clair. L'hiver à Macao couvre les mois de janvier et février. Le vent froid et sec en provenance du nord de la Sibérie centrale balaye continuellement le centre et le sud de la Chine atteignant Macao. La température de l'air dans les zones urbaines tombe, parfois, au-dessous de 10 degrés Celsius. Le minimum annuel de la température est généralement enregistrée dans ces deux mois. Les précipitations et le nombre de jours de pluie est très faible en raison de l'absence de vapeur d'eau dans l'atmosphère.
Le changement de saison se produit entre mars et avril. La direction du vent le long des côtes méridionales de la Chine change de l'Est au Sud-Ouest, ce qui a pour conséquence de faire monter la température et l'humidité. À l'arrivée du printemps, le temps devient humide et parfois il y a du brouillard, de la bruine et des jours de visibilité réduite.
L'été à Macao, entre les mois de mai et de septembre, est plus long que les autres saisons. La chaleur et l'humidité sont les causes du mauvais temps tels que les tempêtes, les fortes pluies, des tempêtes tropicales (typhons), les hautes températures et une humidité élevée (atteignant parfois 98 %). Lorsque les vents atteignent des vitesses de 63 à 117 km/h, le code no 8 des tempêtes tropicales est déclenché coupant les liaisons maritimes et aériennes. L'une de ces  tempêtes ayant causé beaucoup de dégâts récemment du fait de la conjonction avec les marées d'équinoxe date du 23 septembre 2008, lors du passage du typhon Hagupit.

## Ressources naturelles
Actuellement, Macao ne possède pas de grandes exploitations agricoles ni de ressources naturelles, ni même d'eau potable. Cette ressource naturelle indispensable à la vie est donc fournie par le Xijiang (le plus grand affluent de la rivière des Perles) depuis la province du Guangdong au nord.
Il y avait auparavant des extractions de granit dans les montagnes de Taipa et de Coloane.